# Dilar caesarulus
Dilar caesarulus là một loài côn trùng trong họ Dilaridae thuộc bộ Neuroptera. Loài này được H. Aspöck & U. Aspöck miêu tả năm 1967.